# 王永国
王永国（1938年—），山东荣成人，中国人民解放军将领、中国人民解放军中将。
毕业于国防大学。1994年，接替何林忠，担任南海舰队司令员。2002年，由吴胜利接任。1996年，授中国人民解放军中将军衔。